# 東安市
東安市（とうあん-し）は満洲国から中華民国初期にかけて存在した市。

## 歴史
旧名は密山県内の東安街である。中華民国初期は二道崗とも称されたが、1938年に鉄道が開通し益が設置されると、密山県城に対し新密山と称されるようになった。
1939年5月28日、満洲国牡丹江省政府は新密山を東安と改称、新設された東安省の省会が設置された。その後1943年に東満総省、1945年には東満省の管轄とされ、1945年8月の満洲国崩壊後は新設された合江省の管轄とされた。1946年4月、一旦綏寧省に移管されたが、同年6月に再び合江省に移管され東安地区（翌年2月に第二専区と改称）の公署所在地とされた。1947年に牡丹江省に移管されたが、1948年7月に牡丹江省が廃止されることに伴い東安市も廃止となり密山県に編入されている。

## 設置
1939年5月、満州国により東安市が新設される。

## 廃止
1948年7月、密山県に編入される。